# آنجلینا والنتاین
آنجلینا والنتاین (انگلیسی: Angelina Valentine؛ زاده ۱۹ سپتامبر ۱۹۸۶) بازیگر پورنوگرافی اهل ایالات متحده آمریکا است. آنجلینا اصلیت ایتالیایی و ونزوئلایی دارد. وی در سال ۲۰۰۷ بازی در فیلم‌های پورنوگرافی را آغاز کرد و در سال ۲۰۰۹ اولین جایزهٔ XRCO خود را دریافت کرد. والنتاین از آغاز کارش تا کنون در ۲۱۶ فیلم بازی کرده است.

## جوایز و نامزد شده‌ها
| سال  | مراسم                             | نتیجه    | جایزه                                                                        | اثر                 |
| ---- | --------------------------------- | -------- | ---------------------------------------------------------------------------- | ------------------- |
| ۲۰۰۹ | جایزه ای‌وی‌ان                      | نامزدشده | Best Group Sex Scene (with August, Savanah Gold, Velicity Von & مانوئل فررا) | Oil Overload        |
| ۲۰۰۹ | جایزه ای‌وی‌ان                      | نامزدشده | بهترین ستاره جدید                                                            | —                   |
| ۲۰۰۹ | جایزه ای‌وی‌ان                      | نامزدشده | Best Threeway Sex Scene (with توری لین & مارک اشلی)                          | Pretty as They Cum  |
| ۲۰۰۹ | جایزه هوادارن سرگرمی‌های بزرگسالان | نامزدشده | Favorite Female Rookie                                                       | —                   |
| ۲۰۰۹ | XBIZ Award                        | نامزدشده | New Starlet of the Year                                                      | —                   |
| ۲۰۰۹ | جایزه ایکس‌آرسی‌او                  | برنده    | Deep Throat Award                                                            | —                   |
| ۲۰۱۰ | جایزه ای‌وی‌ان                      | نامزدشده | Best New Web Starlet                                                         | —                   |
| ۲۰۱۰ | جایزه ای‌وی‌ان                      | نامزدشده | Unsung Starlet of the Year                                                   | —                   |
| ۲۰۱۰ | جایزه هوادارن سرگرمی‌های بزرگسالان | نامزدشده | Most Underrated Star                                                         | —                   |
| ۲۰۱۰ | XBIZ Award                        | نامزدشده | بازیگر زن سال                                                                | —                   |
| ۲۰۱۱ | جایزه ای‌وی‌ان                      | نامزدشده | بهترین صحنه سکس دهانی                                                        | Deep Throat This 43 |
| ۲۰۱۱ | XBIZ Award                        | نامزدشده | بازیگر زن سال                                                                | —                   |
| ۲۰۱۲ | جایزه ای‌وی‌ان                      | نامزدشده | ستاره تقدیر نشده سال                                                         | —                   |